# Aloe yavellana
Aloe yavellana é uma espécie de liliopsida do gênero Aloe, pertencente à família Asphodelaceae.